# Viborg

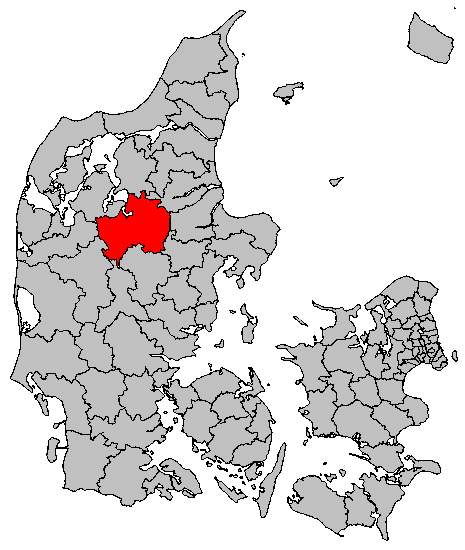
Vị trí Viborg

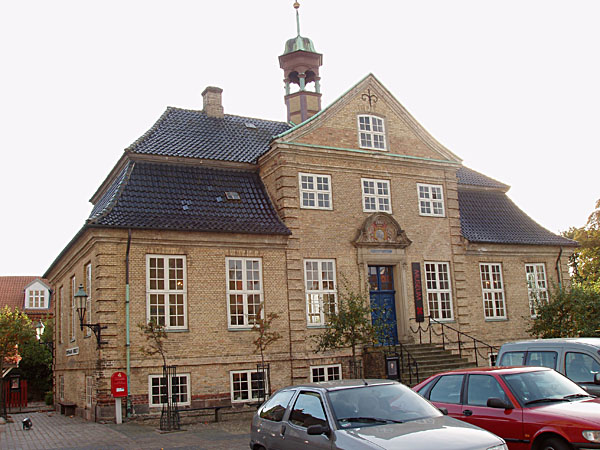
Tòa thị chính Viborg

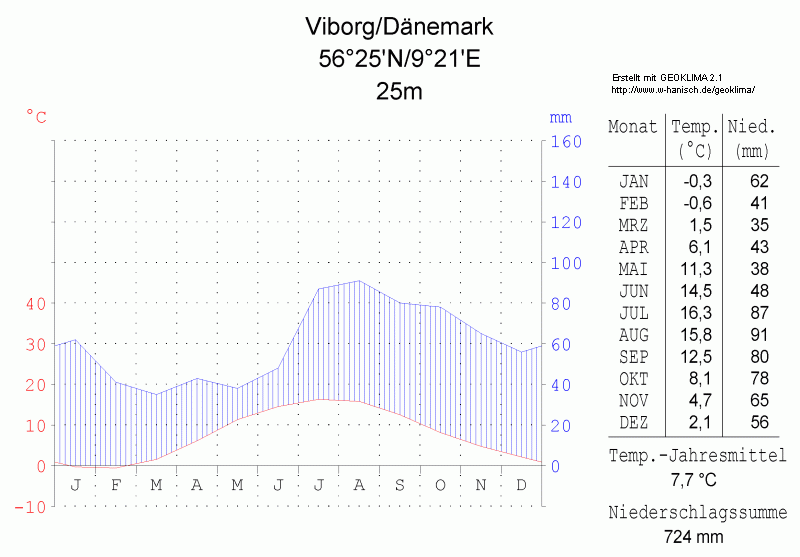
Biểu đồ khí hậu Viborg

Viborg [ˈʋib̥ɒːˀ], là thành phố của Đan Mạch, nằm ở miền trung bán đảo Jutland. Viborg có 34.831 cư dân (2008) , và là thành phố đông dân thứ 15 ở Đan Mạch. Thành phố cũng là nơi đặt trụ sở của Tòa án thượng thẩm miền Tây (Đan Mạch) và trụ sở của Thị xã Viborg mới, với diện tích 1.474,05 km² (3,3% diện tích Đan Mạch). và có số dân 92.084 người (2008) .
Từ ngày 1.1.2007, Viborg cũng là trụ sở của cơ quan hành chính Vùng Trung Jutland.

## Lịch sử
Viborg là một trong các thành phố lâu đời nhất Đan Mạch, từ thời đại Viking thế kỷ thứ 8. Do vị trí ở trung tâm bán đảo Jutland, thành phố có tầm quan trọng chiến lược về chính trị và tôn giáo trong thời trung cổ. Tên thành phố, qua thời gian được thay đổi từ Wibiærgh, Wybærgh, Wiburgh rồi chữ latin Wibergis, có ý nói tới nơi được hiến dâng để thờ Chúa, trong đó Vi trong tiếng Đan Mạch cổ có nghĩa là nơi thiêng liêng.
Trong thời trung cổ thành phố có các bờ lũy ở phía nam, phía bắc và phía tây; phía đông là các hồ Viborg. Lối vào thành phố thông qua 5 cổng thành ở đường phố Skt. Mathias, đường phố Skt. Mikkel, đường phố Skt. Hans, đường phố Skt. Mogen và đường phố Skt. Ibs.
Thành phố đã là trụ sở của Hạ viện (cũ) của Đan Mạch, từ thời vua Knud Cả trong thế kỷ 11. Vua
Magnus den Gode (vua Na Uy và Đan Mạch) đã được Hạ viện ở đây hoan hô năm 1042 và cho tới thế kỷ 17, Hạ viện này đã tham gia việc đề cử các vua Đan Mạch.
Giám mục Tin Lành Hans Tausen đã cư ngụ trong Tu viện thánh Phanxicô ở Viborg từ 1525-1529. Năm 1836 thành phố đã dựng 1 đài kỷ niệm Cuộc Cải cách sang đạo Tin Lành, do nhà điêu khắc H.E. Freund thực hiện.
Cho tới năm 1848 Viborg là trụ sở của Stænderforsamling (tương đương Hội đồng Cố vấn Vương quốc), từ đó thêm các cơ quan khác như Kreditforeningen (Hiệp hội tín dụng) và Hedeselskabet (tương đương Hội kinh doanh và phổ biến kiến thức mới). Năm 1864 khai trương tuyến đường sắt từ Viborg tới thành phố Skive. Nhà ga xe lửa đầu tiên được đặt ở bên Søndersø, nhưng năm 1896 người ta đặt tuyến đường sắt ở phía tây nam thành phố và nhà ga mới được xây cùng năm ở vị trí hiện nay.
Từ 1765 thành phố trở thành quân trấn, nhưng từ 1865 tới 1999 các trại quân bị dẹp bỏ.
Thành phố cũng là trụ sở của Văn khố quốc gia vùng Bắc Jutland. Nhà của Văn khố được xây xong năm 1891, do kiến trúc sư Hack Kampmann thiết kế.

## Các nơi hấp dẫn du khách
- Nhà thờ chính tòa Viborg được khởi công xây dựng từ năm 1130 và kéo dài khoảng 50 năm. Nhà thờ này bị cháy rụi và được xây lại nhiều lần. Chỉ có tầng hầm mộ (crypt) nguyên thủy là còn nguyên vẹn. Các phần mới nhất được xây lại từ năm 1876. Nhà thờ nổi tiếng về các bức họa của họa sĩ Joakim Skovgaard, lấy đề tài từ Kinh Thánh.
- Nhà bảo tàng Skovgaard ở gần Nhà thờ chính tòa, được xây năm 1937.[5] Nhà bảo tàng này có nhiều tác phẩm của họa sĩ Joachim Skovgaard.
- Trước thời Cải cách sang đạo Tin Lành, Viborg có 5 tu viện (1 của dòng nam Augustin, 1 của dòng nữ Augustin, 1 dòng Phanxicô, 1 dòng Đa Minh và 1 dòng Tu sĩ Cứu tế (Knights Hospitaller) và khoảng 12 nhà thờ. Ngày nay chỉ còn lại Nhà thờ chính tòa cùng vài nhà của tu viện dòng Phanxicô và dòng Đa Minh.

## Thể thao
Viborg có đội bóng ném nữ và đội bóng ném nam chơi ở giải hạng nhất Đan Mạch. Đội bóng ném nữ đã nhiều lần đoạt giải vô địch Đan Mạch và luôn là một trong 5 đội hàng đầu châu Âu.
Ngoài ra thành phố cũng có câu lạc bộ dóng đá Viborg FF chơi ở nhóm đội Siêu hạng (Superligia) Đan Mạch. Đội này đã đoạt cúp quốc gia Đan Mạch năm 2000.

## Thành phố kết nghĩa
- Porvoo, Phần Lan
- Dalvík, Iceland
- Greifswald, Đức
- Hamar, Na Uy
- Kecskemét, Hungary
- León, Nicaragua
- Lund, Thụy Điển
- Nevers, Pháp
- Zabrze, Ba Lan

## Hình ảnh

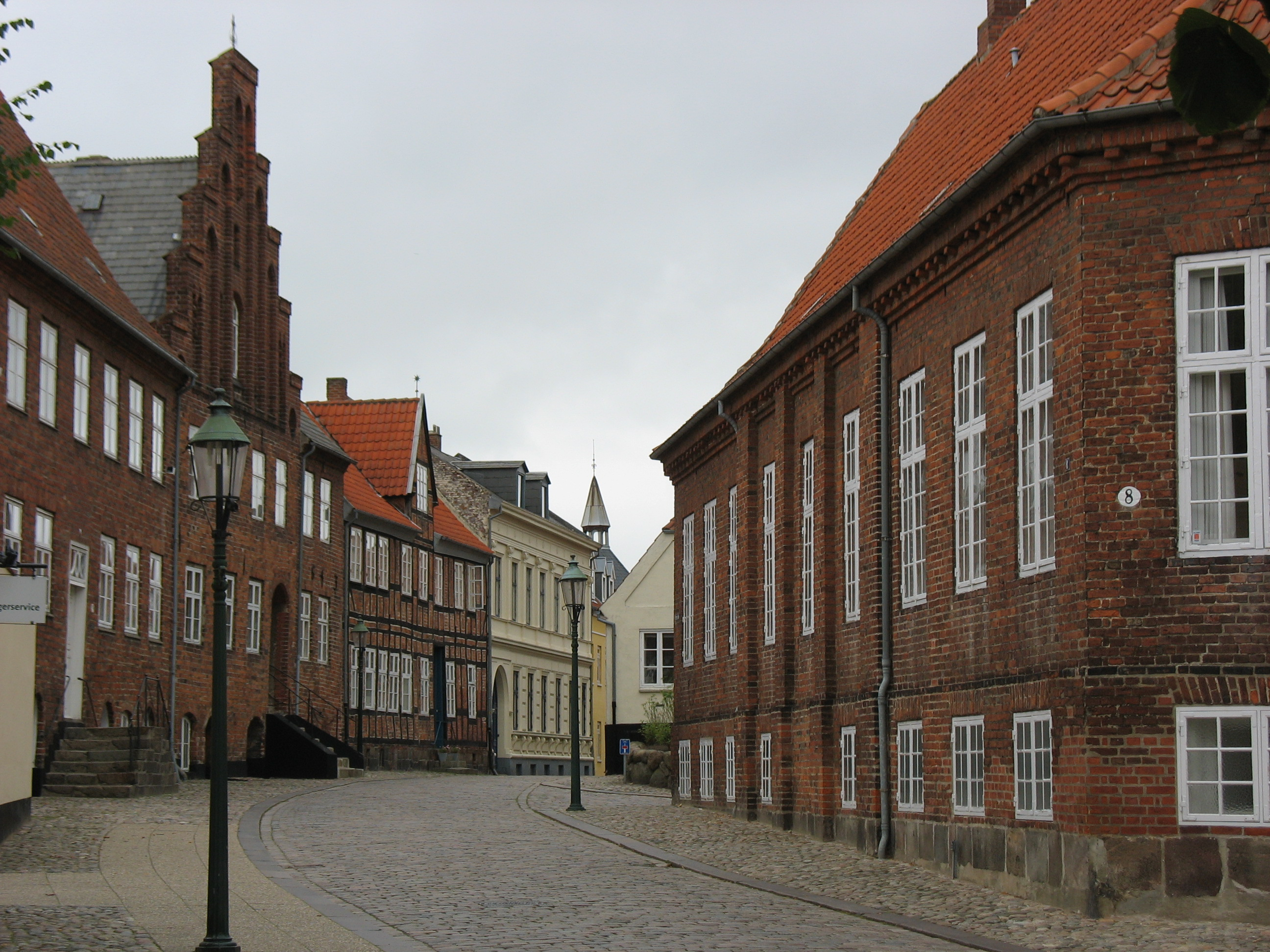
Phố Sankt Mogen
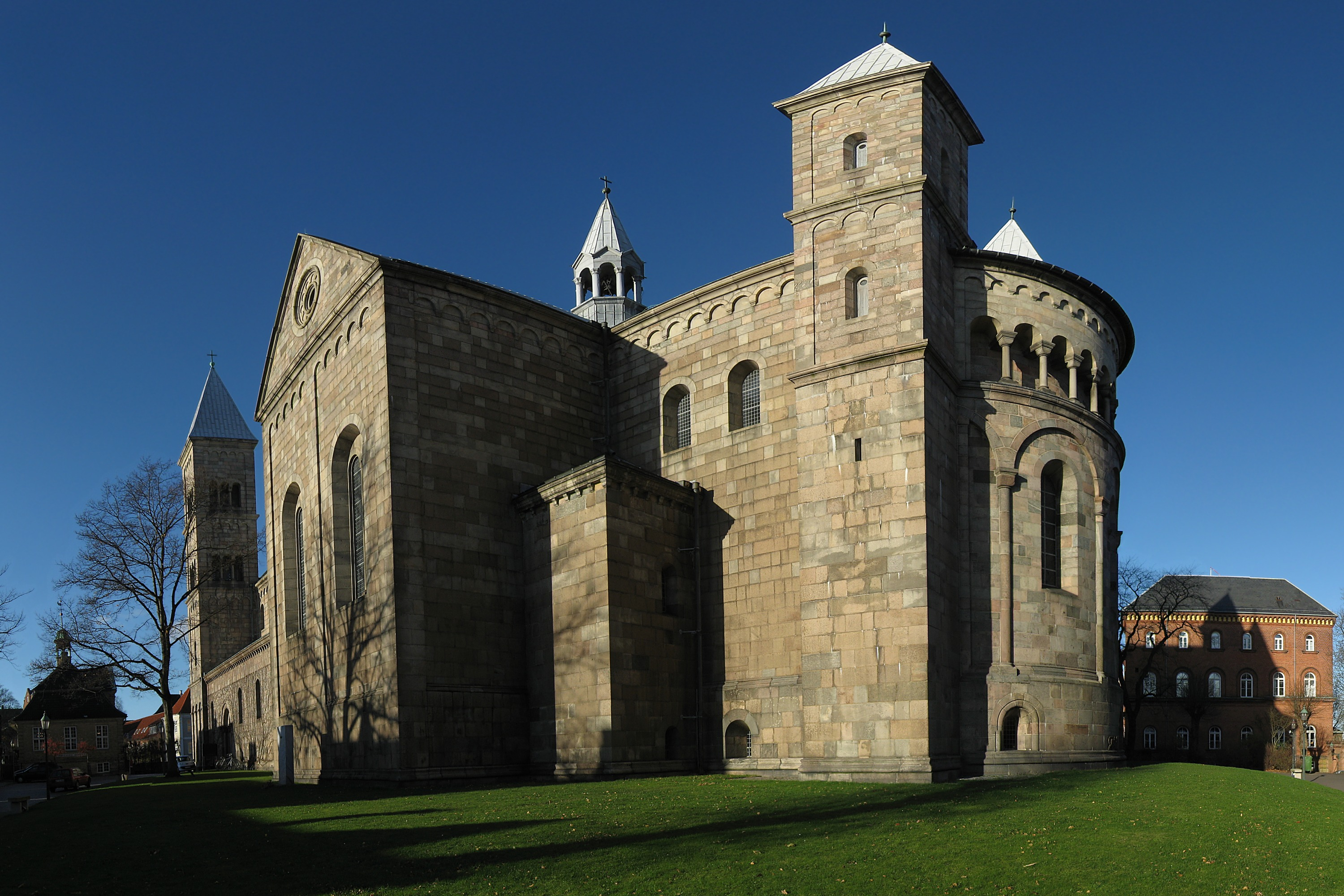
Nhà thờ chính tòa
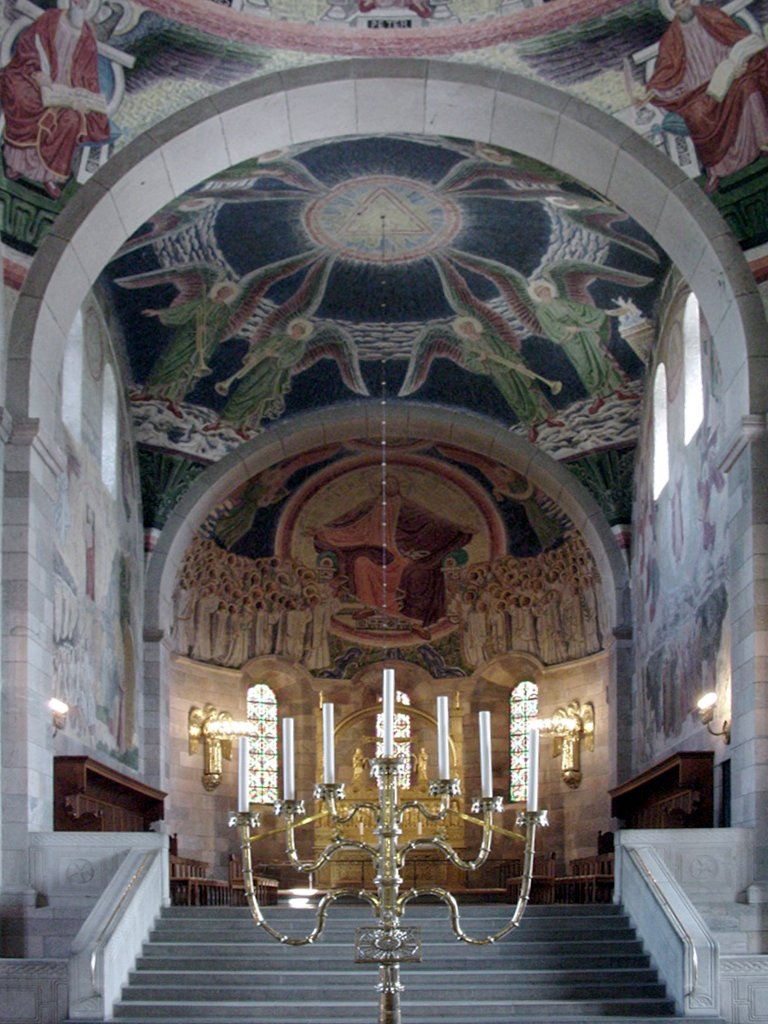
Các bức họa của Skovgaard trong Nhà thờ chính tòa Viborg
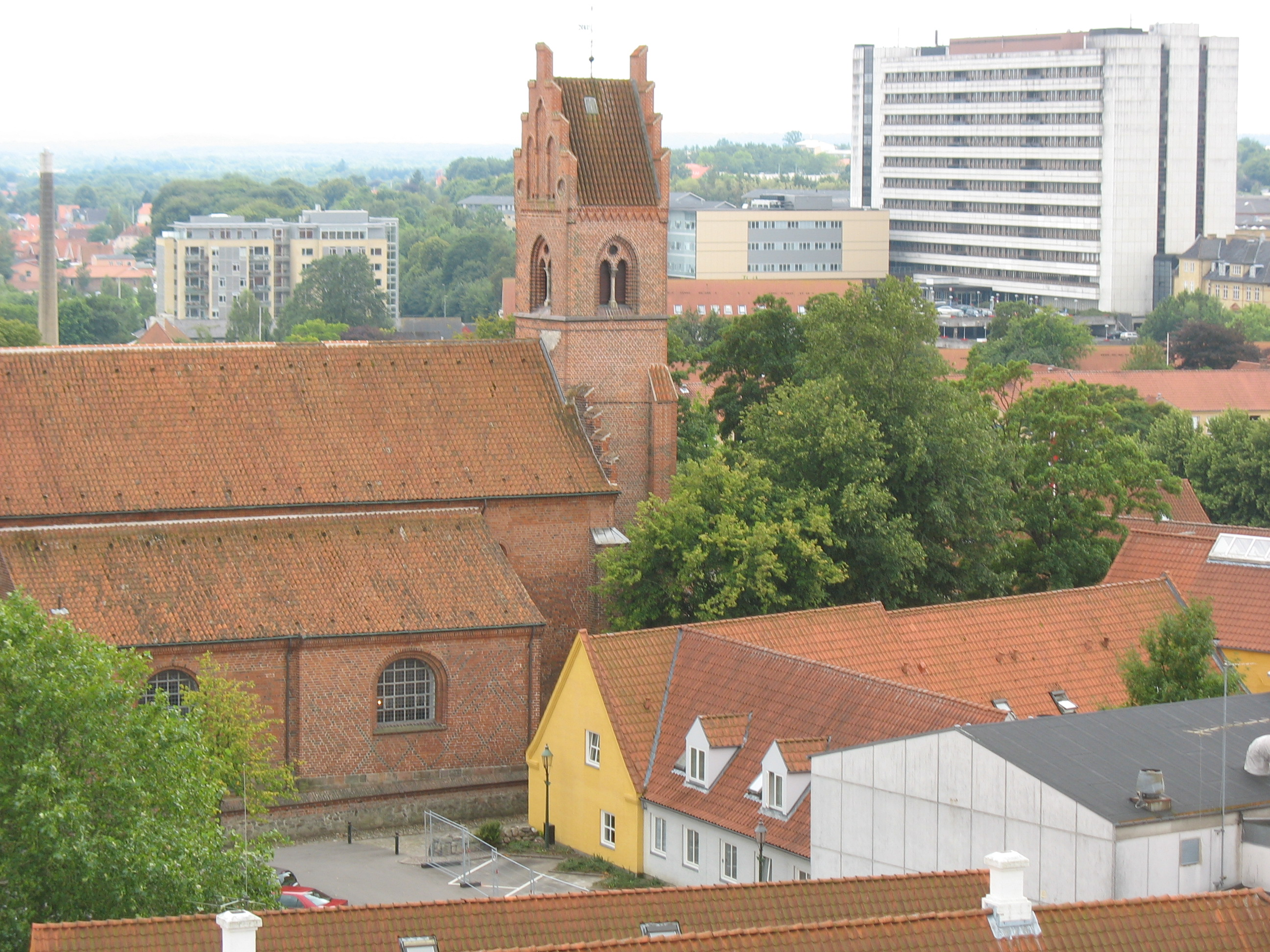
Nhà thờ Dòng thánh Phanxicô và bệnh viện

## Trong văn học bình dân

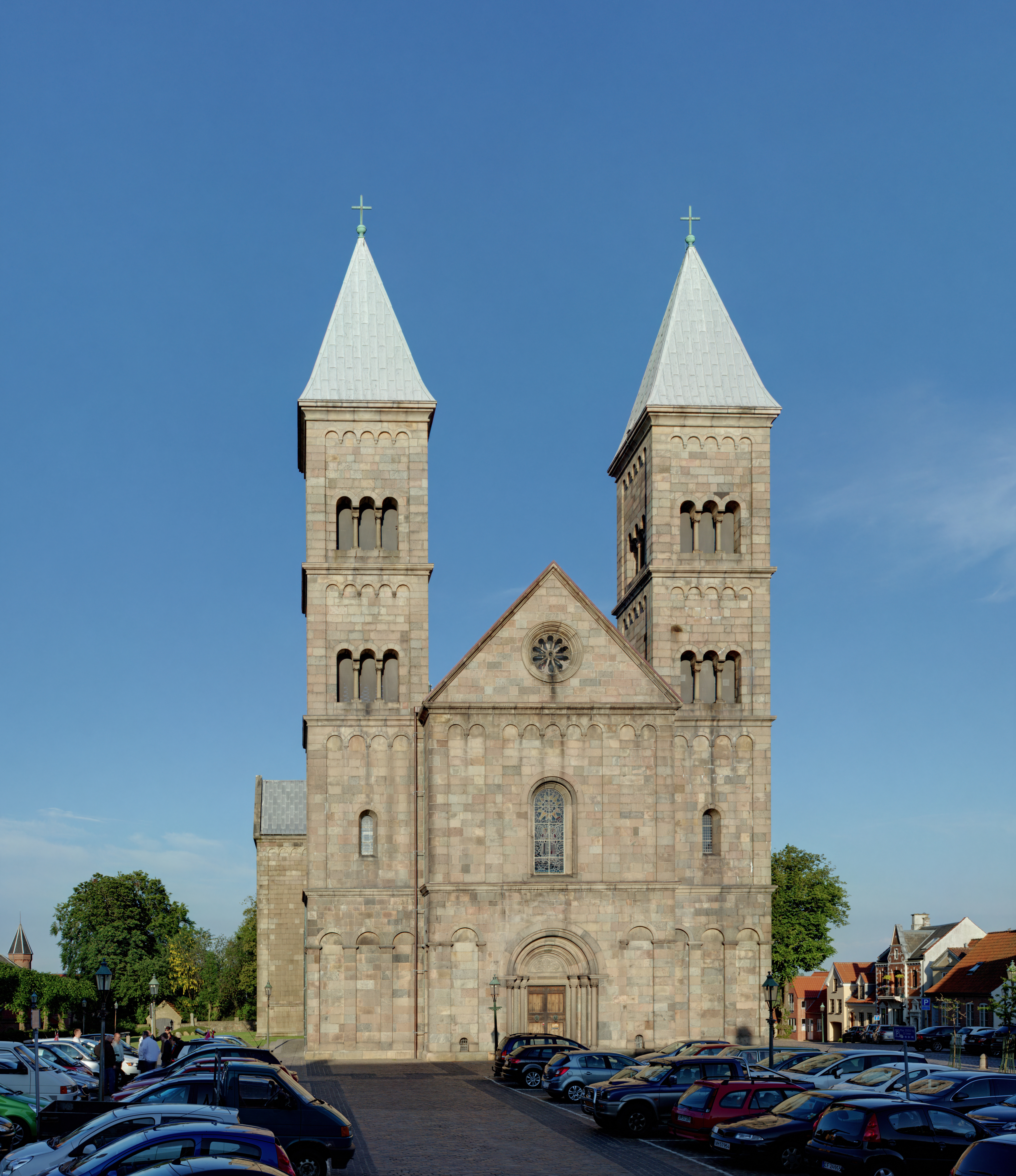
Nhà thờ chính tòa Viborg

Trong tiểu thuyết khoa học giả tưởng tên The Corridors of Time của Poul Anderson, 1 nhà văn Đan Mạch-Hoa Kỳ, có một phần sự việc xảy ra ở Viborg trong thế kỷ thứ 16. Nhân vật chính - 1 người Hoa Kỳ du hành trong mọi thời gian (time-travel) từ thế kỷ 20 - đã tới Viborg năm 1535 đã tham gia vào cuộc tranh chấp giữa vua Christian II bị truất phế và lãnh tụ nông dân nổi dậy Skipper Clement, gây ra tàn phá ở thành phố này.